# Retikulära aktiveringssystemet
Retikulära aktiveringssystemet eller retikulära systemet, oftast förkortat RAS (efter engelskans reticular activating system) är det nätverk i hjärnstammen som reglerar vakenhetsgraden. Både sinnesstimulering och medveten ansträngning kan hålla oss vakna. Om man skadar denna del kan koma bli en direkt följd. 

## Placering i hjärnan
RAS är en fingerformad struktur som består av små nervcellsgrupper som sträcker sig från hjärnstammen upp till Talamus. Det retikulära aktiveringssystemet spelar en viktig roll i uppmärksamhet, vakenhet, insomningsförmåga samt i medvetande och påverkas av både inre och yttre sinnesintryck.
Denna struktur har fått sitt namn för att den liknar ett nät (latin reticulum, litet nät) och har bland annat en roll liknande en vaktpost i hjärnan. Den kan exempelvis varna högre hjärnregioner om viktig inkommande information, eller stoppa informationen från att nå dessa högre hjärnregioner genom att blockera den från att gå vidare.

## Funktion
Det retikulära aktiveringssystemet har både en uppåtgående och en nedåtgående del. Information som skickas till högre hjärnregioner skickas via den uppåtgående delen som går via Hypotalamus och Talamus vidare till alla delar av storhjärnans bark, medan information som mottas från högre hjärnregioner inkommer via den nedåtgående delen. 
Högre hjärnregioner kan via den nedåtgående del antingen tillåta eller stoppa sensorisk information från att uppmärksammas. Denna nedåtgående del har därmed en filtrerande funktion. Om all information i omgivningen skulle uppmärksammas skulle det leda till överstimulans. Detta kan undvikas genom att högre hjärnregioner via top down-processer filtrerar bort för stunden mindre viktig information, så att endast relevant information kan uppmärksammas och fokuseras på.
Sensorisk information uppmärksammas inte medvetet om inte det retikulära aktiveringssystemet aktiverar högre hjärnregioner. Om så inte sker kan signaler missas helt och undgå att registreras i medvetandet. Vid fysisk aktivitet ökar dock alertheten på grund av att afferenta sensoriska nerver avger sidogrenar till det retikulära aktiveringssystemet på sin väg upp till hjärnbarken. Det retikulära aktiveringssystemet skickar då vidare dessa signaler till storhjärnans bark vilket leder till ökad alerthet.
Det retikulära aktiveringssystemet fyller dessutom en överlevnadsfunktion genom att det kan sätta igång orienteringsresponser genom att aktivera strukturer i det limbiska systemet. Det är framför allt vid oväntade snabba förändringar i inre eller yttre signaler som detta sker. 
En del bedövningsmedel fyller sin funktion genom att hämma nervceller i den uppåtgående delen av det retikulära aktiveringssystemet. Detta leder till att sensoriska signaler inte når sensoriska områden i hjärnan vilket medför att smärtor som annars skulle ha upplevts uteblir.
Skador i hjärnstammen har en direkt påverkan på det retikulära aktiveringssystemet och kan leda till trötthet, koncentrationsproblem, minskad alerthet och i värsta fall djup medvetslöshet eller koma.